# 西安外事学院
西安外事学院（简称：XAIU）位于中国陕西省西安市雁塔区，是经中国教育部批准的可颁发四年制学士学位的高等私立学院。
西安外事学院成立于1992年，占地面积126万㎡，拥有近2万余名在校生及1700名教职工，下属8所学院，主要覆盖67个研究领域，涵盖管理、经济、人文、医学、工程、农业和艺术等。
历经近30年的发展，如今的西安外事学院已发展成为一所覆盖多领域的综合性大学。截至2020年，西安外事学院的毕业生已达20万名。

## 历史
西安外事学院前身是创建于1992年的西安外事服务培训学院。1996年，经陕西省教育厅批准，学院成为陕西省首批学历文凭考试试点单位。2000年5月，经陕西省人民政府批准，成为普通高等职业院校。
2005年3月，经教育部批准，更名为“西安外事学院”。 2009年6月（首批本科学生入学4年后）西安外事学院成功地适应了新的角色，获得了授予学士学位的权利。
2009年5月，西安外事学院还成立了首个由中国民办院校创办的——创新创业学院。2010年，学校为想获取“工商管理与创业硕士”的学生创建了培训平台。
2014年，XAIU成立“七方书院”。 七方书院是中国特色现代教育教学理论与实践孵化基地, 提供大学生德育教育、考研升学学生教育、博雅教育。它协同党团、社团、校园文化、生涯规划等多种活动，进一步地推动学生自我管理。
2017年，学校成立“西安外事学院体育运动中心”, 占地超过50000平方米，是西北地区最大的综合性体育场馆之一。
2020年1月6日，西安外事学院成立“老子学院”, 提供中华传统文化。西安老子学院是在全国高校二级学院建制中，率先以“老子”命名的传统文化教育专门学院。 老子学院设置有国学系、国画系、国乐系、书法系、武术系、茶艺系、棋艺系七个系。

## 校园文化

### 道德
|      | 道德                                                         |
| ---- | ------------------------------------------------------------ |
| 愿景 | "学无长幼、校无大小、教无高下、育无国界，人人都有理想的教育" |
| 使命 | "化鱼成龙"                                                   |
| 校训 | "多元集纳，自强创新" (化鱼成龙)                              |
| 校风 | "爱岗敬业，感恩奉献"                                         |

### 校训
学校校训化鱼成龙，传说中在学校的鱼化湖中，有一条鱼化为了龙，这是校园文化的精髓。

### 传说
西安外事学院位于西安市雁塔区鱼化寨（鱼化村）。传说中，这里是周武王之女雨花公主祭天祈福之地。（公元前5000-3000年，仰韶文明遗骸）。在校园迁址鱼化寨期间，此地是被一个美丽的公园围绕而建。在唐朝（公元618-907年），此地是科举候选人祈求好运的吉祥之地，他们都希望自己能成为对社会有用的人，换句话说就是“成龙”。之后，人们把雨花改名为鱼化。自此，据说来此地祈福的人，都会实现他们的目标及愿望。

## 国际化教育
西安外事学院是陕西省首个获批可以开展国际合作教育和留学生教育的民办高校之一。学校与全球100多所大学合作，与美国、加拿大、英国、法国、韩国、日本、俄罗斯、泰国等国有联合教育项目，教育了2000多名国际学生（主要是汉语学习）。
西安外事学院也是高等教育全球发展联盟（AGAUC）的发起人之一。

## 学术研究

### 概述
西安外事学院学校在民办教育发展、教学改革、学术质量、地方经济发展等方面进行了应用研究。自2016年以来，该校在多个项目上处于中国私立大学领先地位。省、部级和国家级政府部门都提到了该校，并且学校在SCI、SSCI、EI等论文领域有所发表，在陕西省高校专利申请量排名前15位。
学校民办教育研究中心先后多次荣获陕西省，区政府颁发的奖项，如由中国教育部颁发的“全国教育系统先进集体”，以及四次荣获由中国高等教育协会颁发的“全国优秀研究机构”等荣誉。
此外，学校已完成：
- 70个国家、部级和省级项目，
- 向国家、省和市政府提交了40份提案和报告，
- 出版了20本书，包括《中国民办教育：思想与实践》[15]
- 主办了9个国际论坛和国家会议。

### 研究机构
- 七方教育研究院：陕西省哲学社会科学重点研究基地[16]
- 陕西省“一带一路”国际陆港物流联合研究中心
- 陕西自贸区研究院[17]
- 应用生命科学研究所
- 创新创业研究所
- 智能控制工程研究中心

### 主要研究成果[18][19]
- 80GHz高频毫米波平板天线阵列系统，用于5G基站中继返回
- 综合智能核桃种植基地
- 基于Android的智能家居管理系统
- 振幅移位键控（ASK）全球信息栅格数据资源管理平台
- 大学与地方合作模式下电子商务促进淄州县域经济发展
- “铜川电子商务物流创新创业园”发展规划

## 奖励和成就
西安外事学院的重要成就：
- 2009年，被哈佛商学院选为中国高等教育发展模式的教学案例代表 [20]
- 2013年，被新华社授予“中国创意管理思想奖” [21]
- 2015年，被中国大学校友会评为“2015中国私立大学排行榜”第一名[22]
- 2016年，被中国教育部评为“全国创新创业教育优秀经验50强高校” [23][24]
- 2018年，被陕西省教育厅确定为三个“一级学院”建设单位之一 [25]
- 2019年，学校古琴遗产保护项目被列入“全国高校优秀中国传统遗产保护项目名录” [26]